# Esteban Cambiasso
Esteban Cambiasso (Buenos Aires, 1980. augusztus 18. –) profi argentin labdarúgó.

## Pályafutása

### Kezdetek
Cambiasso profi pályafutását az argentin Argentinos Juniorsnál kezdte 1995-ben, majd 1996-ban a Real Madrid B csapatához igazolt át.
1998-ban visszament Argentínába, ahol 3 évet töltött az Independiente és egyet a River Plate csapatoknál. 2001-ben tért vissza a Real Madridhoz, ahol 2002-ben UEFA Szuper Kupát, 2003-ban Intercontinental Kupát, 2004-ben pedig spanyol Szuper Kupát nyert.

### Internazionale
Cambiasso 2005-ben írt alá a milánói klubhoz.
A 2006-os olasz kupa döntőjében lenyűgöző gólt lőtt az AS Roma ellen. A végeredmény 3–1-es Inter győzelem lett. 2006. szeptember 30-án a szezon első mérkőzésén 2 gólt szerzett a Fiorentina ellen, így az Inter 3–2-re megnyerte a meccset. 2007. november 7-én döntő fontosságú gólokat szerzett (szám szerint kettőt) a CSZKA Moszkva ellen a Bajnokok Ligájában. Az Inter 4–2-es sikerével zárult a mérkőzés, a másik két gólt Zlatan Ibrahimović szerezte.
2017 szeptemberében bejelentette visszavonulását.

#### A válogatottban
2000-ben debütált az argentin válogatottban.
2006. május 15-én meghívást kapott a 2006-os németországi világbajnokság argentin keretébe. Június 16-án a Szerbia és Montenegró feletti 6–0-s győzelem egyik gólját ő lőtte.
Június 30-án a Németország elleni negyeddöntőben büntetőt hagyott ki, ami német továbbjutást eredményezett.

## Sikerei, díjai
Real Madrid
- 2003 Spanyol bajnok
- 2003 Interkontinentális kupa
- 2003 UEFA-szuperkupa
- 2003 Spanyol szuperkupa

Internazionale
- 2005, 2006, 2010 Olasz kupa
- 2005, 2006, 2008 Olasz szuperkupa
- 2005 Az év legjobb játékosa az Interben
- 2006, 2007, 2008, 2009, 2010 Olasz bajnok
- 2010 Bajnokok Ligája

Olympiakosz
- 2016, 2017 Görög bajnok

Argentína
- 1997 U20-as Dél-amerikai bajnok
- 1997 FIFA U20-as világbajnok
- 1999 U20-as Dél-amerikai bajnok

## Személyes információk
- Felesége van, és egy közös kisfiuk.